# Ane
Pour l'animal, voir Âne.
Pour plus de détails, voir Fiche technique et Distribution.
Ane est un film espagnol réalisé par David Pérez Sañudo, sorti en 2020.

## Synopsis
Lide part à la recherche de sa fille disparue Ane avec l'aide de son ex-mari Fernando.

## Fiche technique
- Titre : Ane
- Réalisation : David Pérez Sañudo
- Scénario : Marina Parés et David Pérez Sañudo
- Musique : Jorge Granda
- Photographie : Víctor Benavides
- Montage : Lluís Murua
- Production : Agustín Delgado et David Pérez Sañudo
- Société de production : Amania Films, Ayuntamiento de Vitoria-Gasteiz et Radio Televisión Española
- Pays :  Espagne
- Genre : Drame
- Durée : 100 minutes
- Dates de sortie : 
  -  Espagne : 16 octobre 2020

## Distribution
- Patricia López Arnaiz : Lide
- Jone Laspiur : Ane
- Mikel Losada : Fernando
- Aia Kruse : Leire
- Luis Callejo : Eneko
- Lorea Ibarra : Maitane
- Nagore Aranburu : Isabel
- Iñaki Ardanaz : Txepo
- Erik Probanza : Iker

## Disstinctions
Le film a été nommé pour cinq prix Goya et a remporté ceux de la meilleure actrice pour Patricia López Arnaiz, du meilleur espoir féminin pour Jone Laspiur et du meilleur scénario adapté.